# Festival Internacional de Cine de Berlín de 1972
La 22ª edición del Festival de Cine de Berlín se llevó a cabo desde el 23 de junio al 4 de julio de 1972 con la Torre de radio de Berlín como sede principal. El Oso de Oro fue otorgado a la cinta italiana Los cuentos de Canterbury dirigida por Pier Paolo Pasolini.

## Jurado
Las siguientes personas fueron escogidas para el jurado de esta edición:
Jurado oficial
- Eleanor Perry (EE. UU.) - Presidente
- Fritz Drobilitsch-Walden (Austria)
- Francis Cosne (Francia)
- Rita Tushingham (Reino Unido)
- Tinto Brass (Italia)
- Yukichi Shinada (Japón)
- Julio Coll (España)
- Hans Hellmut Kirst (RFA)
- Herbert Oberscherningkat (RFA)

## Películas en competición
La siguiente lista presenta a las películas que compiten por Oso de Oro:
| Título en español                                          | Título original                                            | Director(es)             | País                 |
| ---------------------------------------------------------- | ---------------------------------------------------------- | ------------------------ | -------------------- |
| Anatomía de un hospital                                    | The Hospital                                               | Arthur Hiller            | EE.UU.               |
| Den forsvundne fuldmægtig                                  | Den forsvundne fuldmægtig                                  | Gert Fredholm            | Dinamarca            |
| Detenido en espera de juicio                               | Detenuto in attesa di giudizio                             | Nanni Loy                | Italia               |
| Las amargas lágrimas de Petra von Kant                     | Die bitteren Tränen der Petra von Kant                     | Rainer Werner Fassbinder | RFA                  |
| Los cuentos de Canterbury                                  | I racconti di Canterbury                                   | Pier Paolo Pasolini      | Italia               |
| Flyaway                                                    | Flyaway                                                    | Robin Lehman             | Reino Unido          |
| João en het mes                                            | João en het mes                                            | George Sluizer           | Brasil, Países Bajos |
| La audiencia                                               | L'udienza                                                  | Marco Ferreri            | Italia               |
| La casa sin fronteras                                      | La casa sin fronteras                                      | Pedro Olea               | España               |
| La solterona                                               | La Vieille Fille                                           | Jean-Pierre Blanc        | Francia, Italia      |
| Le bar de la fourche                                       | Le bar de la fourche                                       | Alain Levent             | Francia              |
| Lo B'Yom V'Lo B'Layla                                      | Lo B'Yom V'Lo B'Layla                                      | Steven Hilliard Stern    | Israel               |
| Lukket avdeling                                            | Lukket avdeling                                            | Arnljot Berg             | Noruega              |
| Man sku' være noget ved musikken                           | Man sku' være noget ved musikken                           | Henning Carlsen          | Dinamarca            |
| Da mußte die böse Frau die ganzen Mohrrüben selber fressen | Da mußte die böse Frau die ganzen Mohrrüben selber fressen | Thomas Keck              | RFA                  |
| Olympia – Olympia                                          | Olympia – Olympia                                          | Jochen Bauer             | RFA                  |
| Reshma Aur Shera                                           | Reshma Aur Shera                                           | Sunil Dutt               | India                |
| The Selfish Giant                                          | The Selfish Giant                                          | Peter Sander             | Canadá               |
| Seokhwachon                                                | Seokhwachon                                                | Jung Jin-woo             | Corea del Sur        |
| Smekmånad                                                  | Smekmånad                                                  | Claes Lundberg           | Suecia               |
| La posesión de Joel Delaney                                | Top of the Heap                                            | Waris Hussein            | EE.UU.               |
| Patrullero Lattimer                                        | The Possession of Joel Delaney                             | Christopher St. John     | EE.UU.               |
| Pacto con el diablo                                        | Hammersmith Is Out                                         | Peter Ustinov            | EE.UU.               |
| Tri etide za Cathy i Miloša                                | Tri etide za Cathy i Miloša                                | Jože Pogačnik            | Yugoslavia           |
| Tragovi crne devojke                                       | Tragovi crne devojke                                       | Zdravko Randić           | Yugoslavia           |
| Weekend of a Champion                                      | Weekend of a Champion                                      | Frank Simon              | Reino Unido          |
| Yakusoku                                                   | Yakusoku                                                   | Kōichi Saitō             | Japón                |

## Palmarés
Los siguientes premios fueron entregados por el jurado profesional:
- Oso de Oroː Los cuentos de Canterbury de Pier Paolo Pasolini
- Oso de Plata: Jean-Pierre Blanc por La solterona
- Oso de Plata a la mejor actriz: Elizabeth Taylor por Pacto con el diablo
- Oso de Plata al mejor actor: Alberto Sordi por Detenido en espera de juicio
- Oso de Plata. Premio extraordinario del jurado: Anatomía de un hospital de Arthur Hiller
- Oso de Plata. Premio a un logro artístico sobresaliente: Peter Ustinov por Pacto con el diablo